# Gustavia superba
Gustavia superba är en tvåhjärtbladig växtart som beskrevs av Otto Karl Berg. Gustavia superba ingår i släktet Gustavia och familjen Lecythidaceae. Inga underarter finns listade i Catalogue of Life.

## Bildgalleri

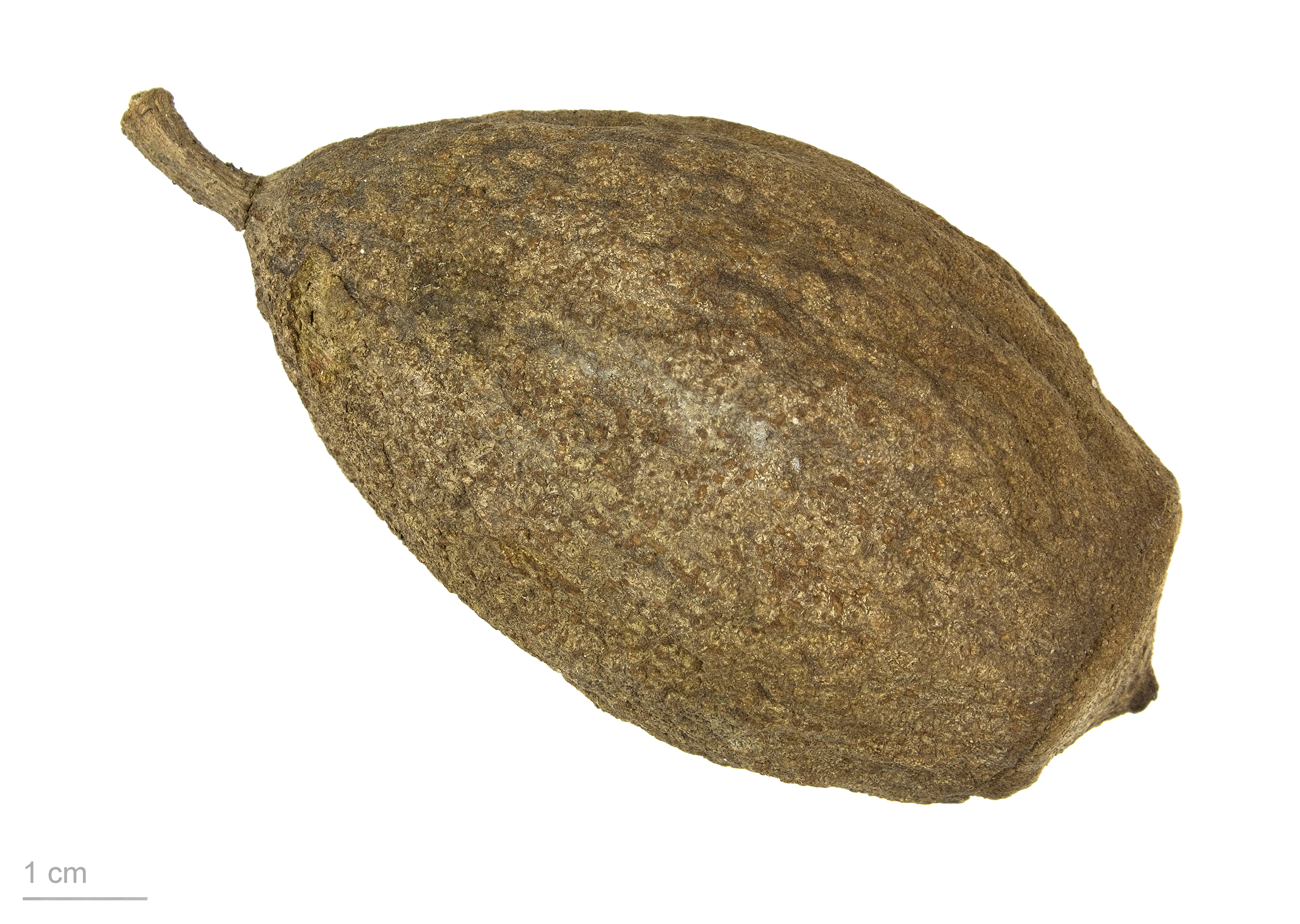
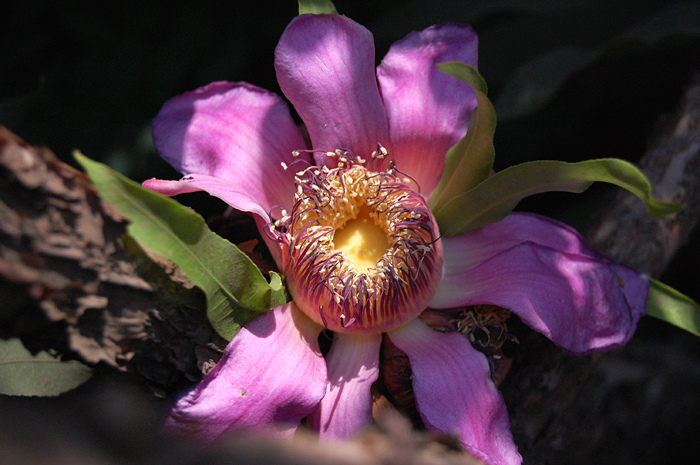
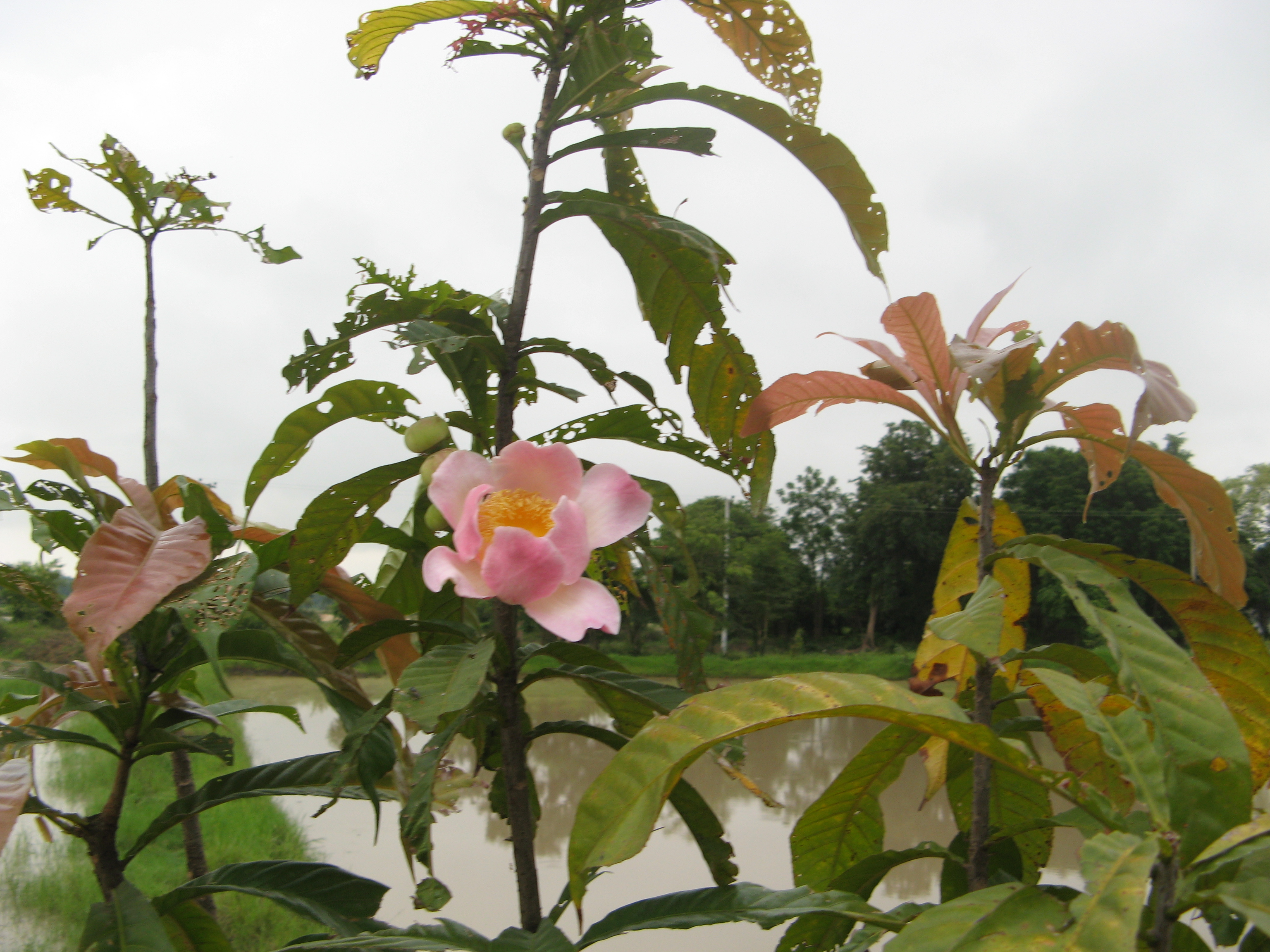
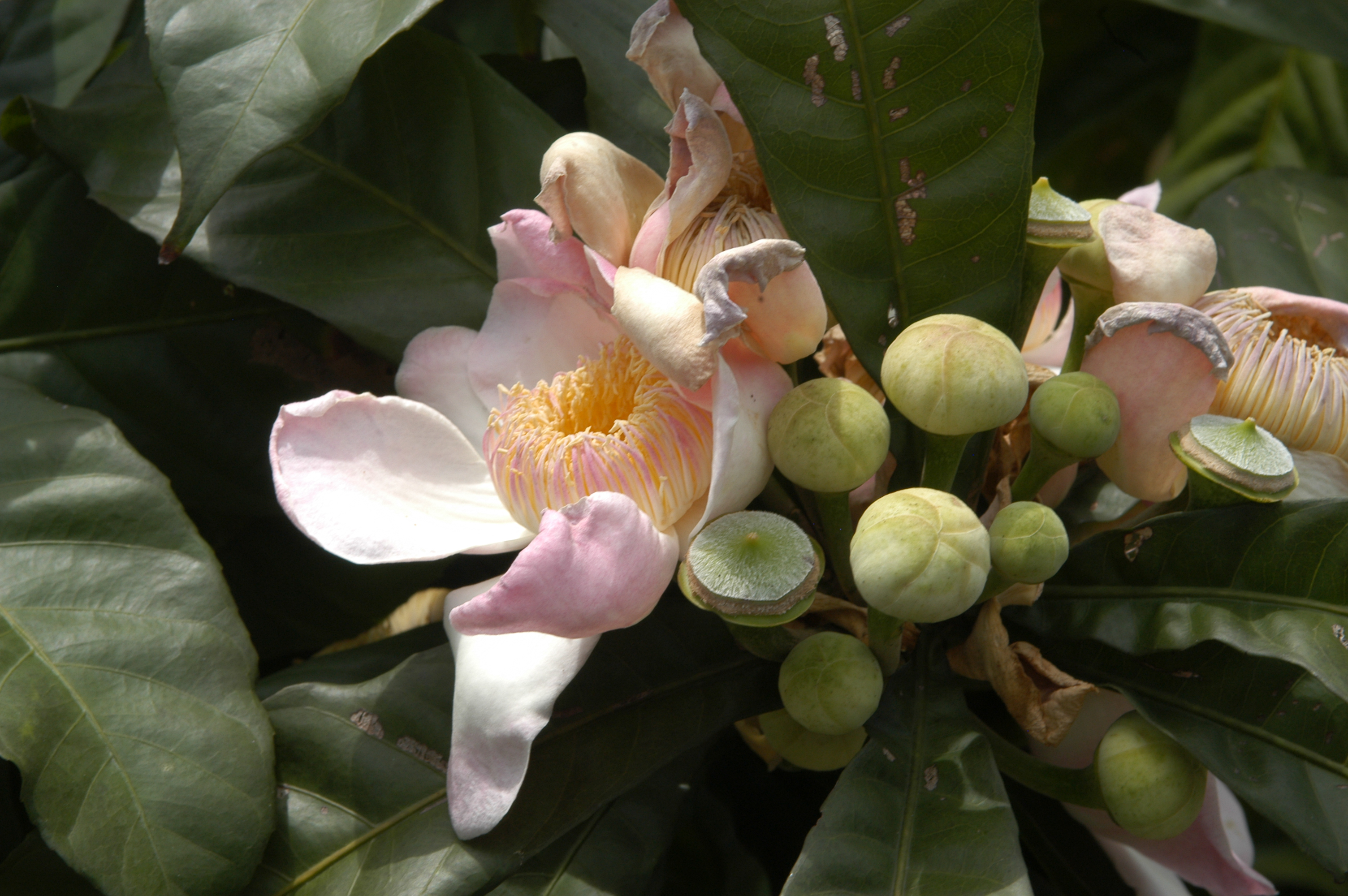
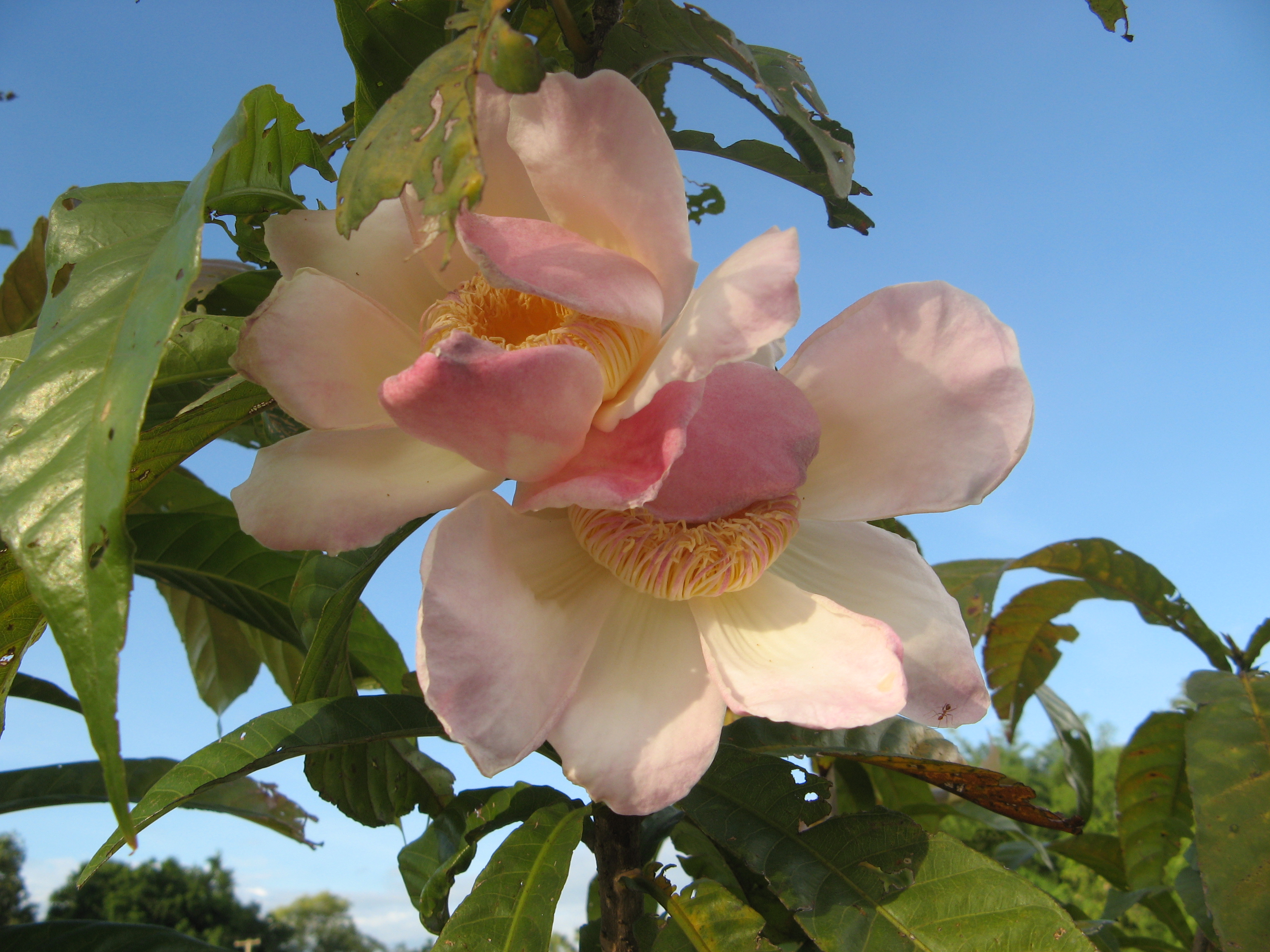
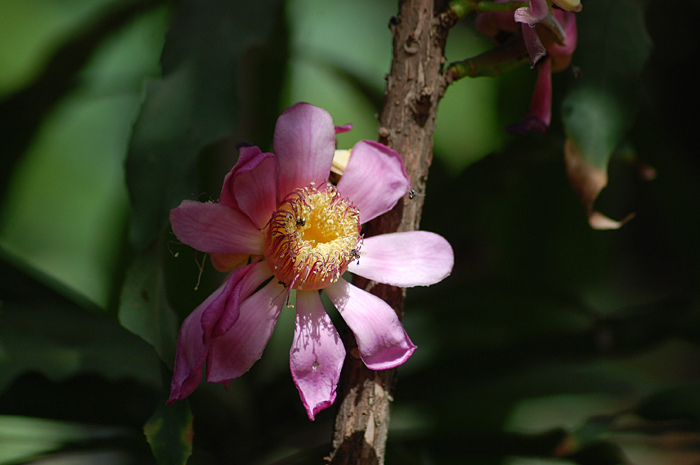